# Auchonvillers
Auchonvillers is een gemeente in het Franse departement Somme (regio Hauts-de-France) en telt 130 inwoners (2008). De plaats maakt deel uit van het arrondissement Péronne.

## Geografie
De oppervlakte van Auchonvillers bedraagt 5,6 km², de bevolkingsdichtheid is 26,3 inwoners per km².
De onderstaande kaart toont de ligging van Auchonvillers met de belangrijkste infrastructuur en aangrenzende gemeenten.

## Demografie
Onderstaande figuur toont het verloop van het inwonertal (bron: INSEE-tellingen).